# 원인재
원인재(源仁齋)는 고려 전기의 인천의 호족이며 현종비 원성왕후, 원혜왕후, 원평왕후의 외조부이자 문종비 인예왕후, 인경현비, 인절현비의 증조할아버지인 이허겸의 사당이다. 19세기 초에 인천 연수동에 건립되었다. 이허겸은 가야의 왕족의 후손으로, 김은부의 장인이며 이자연, 이자상의 할아버지였다.
연수동 신지마을에 소재하였으나 연수동 택지개발이 확정되면서 1994년 시공과 동시에 해체되어 이허겸의 묘역 옆으로 옮겨져 복원 증축되었다.

## 기타
원인재라는 지명과 원인재역의 역명의 유래가 되었다. 인천문화재자료 제5호로 지정되었다.

## 같이 보기
- 이허겸
- 이한
- 김은부
- 원인재역
- 이자연
- 이자의
- 안산대부인
- 인예왕후
- 인경현비
- 인절현비
- 원성왕후
- 원혜왕후
- 원평왕후
- 사숙왕후
- 이자겸
- 이자상